# Алгоритм Барретта
Алгоритм Барретта — это алгоритм приведения, предназначенный для оптимизации вычисления выражения {\displaystyle a\,{\bmod {\,}}n\,}без использования быстрого алгоритма деления, заменяющий операции деления на умножения в предположении, что {\displaystyle n} является постоянной величиной, а {\displaystyle a<n^{2}}, предложеный в 1986 П. Д. Барреттом.

## Основная идея
Пусть {\displaystyle s=1/n} будет обратным числом для {\displaystyle n} как число с плавающей запятой. Тогда
{\displaystyle a\,{\bmod {\,}}n=a-\lfloor as\rfloor n,}
где {\displaystyle \lfloor x\rfloor } означает округление до ближайшего целого в сторону уменьшения. Результат будет точным, если {\displaystyle s} вычислено с достаточной точностью.

## Приведение Барретта для одного слова
Барретт первоначально рассматривал целочисленную версию алгоритма выше, когда значения помещаются в машинное слово.
При вычислении {\displaystyle a\,{\bmod {\,}}n} с помощью вышеуказанного метода, но с целыми числами, очевидной аналогией было бы деление на {\displaystyle n}:
```
func
 
reduce
(
a
 
uint
)
 
uint
 
{

    
q
 
:=
 
a
 
/
 
n
  
// Деление в неявной форме возвращает результат, округлённый до ближайшего целого вниз.

    
return
 
a
 
-
 
q
 
*
 
n

}

```

Однако деление может стоить дорого и в условиях задач криптографии может не иметь постоянного времени выполнения на некоторых ЦПУ. В этом случае приведение Барретта аппроксимирует {\displaystyle 1/n} значением {\displaystyle m/2^{k}}, поскольку деление на {\displaystyle 2^{k}} является просто сдвигом вправо и выполняется быстро.
Чтобы вычислить лучшее значение величины {\displaystyle m} для заданного {\displaystyle 2^{k}}, рассмотрим
{\displaystyle {\frac {m}{2^{k}}}={\frac {1}{n}}\;\Longleftrightarrow \;m={\frac {2^{k}}{n}}}
Чтобы {\displaystyle m} было целым, нам нужно округлить как-то {\displaystyle {2^{k}}/{n}}. Округление до ближайшего целого даст лучшее приближение, но может привести к тому, что {\displaystyle m/2^{k}} будет больше {\displaystyle 1/n}, что может привести к обнулению. Поэтому обычно используется {\displaystyle m=\lfloor {2^{k}}/{n}\rfloor }.
Теперь мы можем аппроксимировать функцию выше так:
```
func
 
reduce
(
a
 
uint
)
 
uint
 
{

    
q
 
:=
 
(
a
 
*
 
m
)
 
>>
 
k
 
// ">> k" означает сдвиг  на k позиций.

    
return
 
a
 
-
 
q
 
*
 
n

}

```

Однако, поскольку {\displaystyle m/2^{k}\leqslant 1/n}, значение q в этой функции может оказаться слишком мало, а тогда a гарантированно будет только в интервале {\displaystyle [0,2n)}, а не в {\displaystyle [0,n)}, как обычно требуется. Вычитание по условию может исправить ситуацию:
```
func
 
reduce
(
a
 
uint
)
 
uint
 
{

    
q
 
:=
 
(
a
 
*
 
m
)
 
>>
 
k

    
a
 
-=
 
q
 
*
 
n

    
if
 
n
 
<=
 
a
 
{

        
a
 
-=
 
n

    
}

  
return
 
a

}

```

Поскольку {\displaystyle m/2^{k}} является лишь приближением, следует рассматривать правильные границы {\displaystyle a}. Ошибка приближения к {\displaystyle 1/n} равна
{\displaystyle e={\frac {1}{n}}-{\frac {m}{2^{k}}}}
Тогда ошибка значения q равна {\displaystyle ae}. Поскольку {\displaystyle ae<1}, то приведение будет верным, поскольку {\displaystyle a<1/e}. Функция приведения может не сразу дать неверный ответ при {\displaystyle a\geqslant 1/e}, но границы {\displaystyle a} следует соблюдать, чтобы обеспечить правильный ответ в общем случае.
При выборе бо́льших значений {\displaystyle k} область значений {\displaystyle a}, для которых приведение верно, может быть увеличена, но бо́льшие значения {\displaystyle k} могут вызвать проблемы переполнения в другом месте.

### Пример
Рассмотрим случай {\displaystyle n=101} при работе с 16-битными целыми числами.
Наименьшее имеющее смысл значение {\displaystyle k} равно {\displaystyle k=7}, поскольку при {\displaystyle 2^{k}<n} приведение будет верно для значений, которые уже минимальны! Для значения семь {\displaystyle m=\lfloor 2^{k}/n\rfloor =\lfloor 128/101\rfloor =1}. Для значения восемь {\displaystyle m=\lfloor 256/101\rfloor =2}. Тогда значение {\displaystyle k=8} не даёт никаких преимуществ, поскольку приближение {\displaystyle 1/101} в этом случае ({\displaystyle 2/256}) будет тем же самым, что и для {\displaystyle 1/128}. Для {\displaystyle k=9} мы получаем {\displaystyle m=\lfloor 512/101\rfloor =5}, что является лучшим приближением.
Теперь рассмотрим границы входных данных для {\displaystyle k=7} и {\displaystyle k=9}. В первом случае {\displaystyle e=1/n-m/2^{k}=1/101-1/128=27/12928}, так что из {\displaystyle a<1/e} вытекает {\displaystyle a<478{,}81}. Поскольку число {\displaystyle a} целое, эффективное максимальное значение равно 478. (На самом деле функция будет работать со значениями вплоть до 504.)
Если мы возьмём {\displaystyle k=9}, то {\displaystyle e=1/101-5/512=7/51712} и тогда максимальное значение {\displaystyle a} равно 7387. (Функция будет работать до значения 7473.)
Следующее значение {\displaystyle k}, которое приводит к лучшему приближению, равно 13, что даёт {\displaystyle 81/8192}. Однако заметим, что промежуточное значение {\displaystyle ax} при вычислениях приведёт к переполнению 16-битного значения, когда {\displaystyle 810\leqslant a}, так что {\displaystyle k=7} в этой ситуации работает лучше.

### Доказательство для границ для конкретного k
Пусть {\displaystyle k_{0}} будет наименьшим целым, таким что {\displaystyle 2^{k_{0}}>n}. Возьмём {\displaystyle k_{0}+1} в качестве приемлемого значения {\displaystyle k} в равенствах выше. Как и в выше приведённом коде, положим
- {\displaystyle q=\left\lfloor {\frac {ma}{2^{k}}}\right\rfloor } и
- {\displaystyle r=a-qn}.

Поскольку осуществляется округление до целого вниз, {\displaystyle q} является целым числом и {\displaystyle r\equiv a{\pmod {n}}}. Также, если {\displaystyle a<2^{k}}, то {\displaystyle r<2n}. В этом случае переписываем отрывок кода выше:
{\displaystyle a\,{\bmod {\,}}n={\begin{cases}r&{\text{если }}r<n\\r-n&{\text{иначе}}\end{cases}}}
Доказательство неравенства {\displaystyle r<2n}:
Если {\displaystyle a<2^{k}}, то
{\displaystyle {\frac {a}{2^{k}}}\cdot (2^{k}\mod n)<n}
Поскольку {\displaystyle n\cdot {\frac {ma\mod 2^{k}}{2^{k}}}<n} независимо от {\displaystyle a}, отсюда следует, что
{\displaystyle {\frac {a\cdot (2^{k}\mod n)}{2^{k}}}+n\cdot {\frac {ma\mod 2^{k}}{2^{k}}}<2n}
{\displaystyle a-\left(a-{\frac {a\cdot (2^{k}\mod n)}{2^{k}}}\right)+{\frac {n\cdot (ma\mod 2^{k})}{2^{k}}}<2n}
{\displaystyle a-{\frac {a}{2^{k}}}\cdot \left(2^{k}-(2^{k}\mod n)\right)+{\frac {n\cdot (ma\mod 2^{k})}{2^{k}}}<2n}
{\displaystyle a-{\frac {na}{2^{k}}}\cdot \left({\frac {2^{k}-(2^{k}\mod n)}{n}}\right)+{\frac {n\cdot (ma\mod 2^{k})}{2^{k}}}<2n}
{\displaystyle a-{\frac {na}{2^{k}}}\cdot \left\lfloor {\frac {2^{k}}{n}}\right\rfloor \ +{\frac {n\cdot (ma\mod 2^{k})}{2^{k}}}<2n}
{\displaystyle a-{\frac {nma}{2^{k}}}+{\frac {n\cdot (ma\mod 2^{k})}{2^{k}}}<2n}
{\displaystyle a-\left({\frac {ma-(ma\mod 2^{k})}{2^{k}}}\right)\cdot n<2n}
{\displaystyle a-\left\lfloor {\frac {ma}{2^{k}}}\right\rfloor \cdot n<2n}
{\displaystyle a-qn<2n}
{\displaystyle r<2n}

## Приведение Барретта к нескольким машинным словам
Основной причиной для Баррета обратиться к приведению была работа с реализацией алгоритма RSA, где значения чисел почти наверняка выйдут за границы машинного слова. В этой ситуации Барретт представил алгоритм, который аппроксимирует числа, размещённые в нескольких машинных словах. Детали см. в разделе 14.3.3 книги Handbook of Applied Cryptography.